# Кумиркаси
Кумирка́си (рос. Кумыркасы, чув. Кăмăркасси) — присілок у Чувашії Російської Федерації, у складі Великосундирського сільського поселення Моргауського району.
Населення — 55 осіб (2010; 62 в 2002, 87 в 1979; 107 в 1939, 118 в 1926, 117 в 1906, 56 в 1858). Національний склад — чуваші, росіяни.

## Історія
Історична назва — Кумуркаси. Утворився як 2 околотки присілків Татаркаси (Великі Татаркаси) та Корчакова Друга (нині не існує). До 1866 року селяни мали статус державних, займались землеробством, тваринництвом. 1929 року утворено колгосп «Червона зірка». До 1920 року присілок перебував у складі Татаркасинської волості Козьмодемьянського, до 1927 року — Чебоксарського повіту. 1927 року присілок переданий до складу Татаркасинського району, 1939 року — до складу Сундирського, 1962 року — до складу Ядрінського, 1964 року — до складу Моргауського району.